# Anatolie Gorilă
Anatolie Gorilă (n. 21 septembrie 1960) este un politician moldovean, deputat în Parlamentul Republicii Moldova începând cu anul 2009 din partea Partidului Comuniștilor din Republica Moldova (PCRM). Este membru al Comitetului Executiv Politic al Comitetului Central al PCRM.
Până la 19 martie 2007 a fost vicedirector general al Serviciului Grăniceri al Republicii Moldova.